# Tormillos
Tormillos es un despoblado situado entre Espejón y Huerta de Rey. El lugar está caracterizado por sus peñas o tormos que dan nombre al enclave.
Tormillos debe su nombre a la existencia de peñas o tormos. Era, en 1075, una decania de Santa María de Ravaneira (Rabanera del Pinar). Una decania era un dormitorio de diez personas al frente del que estaba el decano o monje encargado de su custodia. Esta institución, la decania, estaba contemplada en la Regla de San Benito en el capítulo XXI.
El rey Juan I, mediante una célula del 23 de diciembre de 1380, ordenó a su camarero mayor, Pedro González de 
Velasco, la restitución a la abadía de Silos de los burgos, villas y vasallos de los que se había 
apoderado bajo la potestad de defenderlos. Entre estas villas se encontraban, además de Tormillos, 
las de Briongos de Cervera, Espinosa de Cervera, Huerta de Rey, Mamolar, Pinilla de los Barruecos, etc.
En 1632, San Martín de Tormillos era un anejo de Espejón.